# Georges Seurat
Georges Seurat (plným jménem Georges-Pierre Seurat; 2. prosince 1859 Paříž – 29. března 1891 Paříž) byl francouzský malíř, zakladatel neoimpresionismu. Vynalezl a používal techniku pointilismu či divizionismu, což bylo skládání obrazu z malých barevných bodů. Pointilismus hledal vnitřní zákonitost, která by určila umístění barev v obraze.

## Život
Georges Seurat se narodil v pařížské středostavovské rodině, proto se nikdy nedostal do finančních potíží. S výjimkou letních pobytů u moře prožil celý život v Paříži. Otec byl penzionovaný notář, matka pocházela ze staré pařížské rodiny Veillardů, kteří se v 18. století zabývali sochařstvím.
V letech 1875–1877 studoval ve večerní škole kreslení. V té době studoval práci Charlese Blanca Gramatika umění kresby, která ho hluboce ovlivnila. Roky 1878 a 1879 strávil na Akademii výtvarných umění, další rok absolvoval vojenskou službu v Brestu. Na konci roku 1880 si spolu s přítelem Edmondem Aman-Jeanem zařídil pronájem v Rue de Chabrol č. 19, nedaleko bytu svých rodičů. Zde žil až do roku 1886. V roce 1883 poprvé a naposledy vystavoval na oficiálním Salónu. Prezentoval zde portrét Aman-Jeana. O rok později porota Salónu odmítla jeho první dílo, kterým se později proslavil, Koupání v Asniéres. Rok 1885 byl ve znamení letního pobytu v Grandcamp v Normandii a práci na Serautově zřejmě nejvýznamnějším obrazu - Nedělním odpoledni na ostrově La Grande-Jatte. Tehdy se seznámil s Pissarrem, který převzal jeho malířský styl. Obraz La Grande Jatte vystavil 1886 na osmé, poslední výstavě impresionistů a rovněž na Salónu Nezávislých. Tohoto roku vystavoval prostřednictvím galeristy Duranda-Ruela v New Yorku. Roku 1886 vyšlo o Seuratově způsobu malby první odborné pojednání, a to z pera kritika Félixe Féneona. V té době také navázal kontakty se symbolisty a anarchisty. V únoru 1887 se v Bruselu zúčastnil vernisáže výstavy pořádané skupinou Dvacet, na kterou přispěl sedmi plátny. K účasti na výstavě ho vyzval belgický spisovatel Émile Verhaeren. Ze Signacova podnětu se v průběhu roku ustavila skupina Neoimpresionistů, k níž se kromě uvedených dvou malířů připojili ještě Albert Dubois-Pillet, Charles Angrand, Maximilien Luce a krátce také Camille a Lucien Pissarrové. V roce 1888 vystavovala skupina v galerii Nezávislé revue vedené Fénéonem. Léto strávil Seurat v normandském Port-en-Bessin, odkud přivezl několik obrazů.
V následujícím roce vystavoval opět v Bruselu a navázal intimní přátelství s modelkou Madeleine Knoblochovou, s níž sdílel domácnost až do smrti. Knoblochová byla matkou dvou jeho synů (druhý se narodil až po malířově smrti), z nichž žádný se nedožil dospělého věku. Soužití s Knoblochovou před rodinou a přáteli důsledně tajil. V únoru 1890 se Seuratovi narodil první ze synů, Pierre Georges. Na Salónu Nezávislých vystavil Seurat jediný portrét své družky pod názvem Pudrující se žena. Léto trávil v Gravelines v Normandii, výsledkem je opět několik pláten. Údajně v důsledku jeho ješitnosti došlo ke sporům mezi ním a ostatními neoimpresionisty. V únoru 1891 opět vystavoval s Dvaceti v Bruselu: tentokrát Kankán a šest krajin.
16. března 1891 vystavil na Salónu Nezávislých nedokončený obraz Cirkus, 29. března po krátké nemoci zemřel. Příčina smrti není zcela jasná, uvádí se meningitida, zápal plic nebo záškrt. Byl pochován na pařížském hřbitově Père Lachaise.
Syn Pierre zemřel několik dní po něm. 3. května sepsali Signac, Luce a Fénéon jeho majetek. Část obrazů připadla Knoblochové, která se se Seuratovou rodinou rozešla.

## Dílo

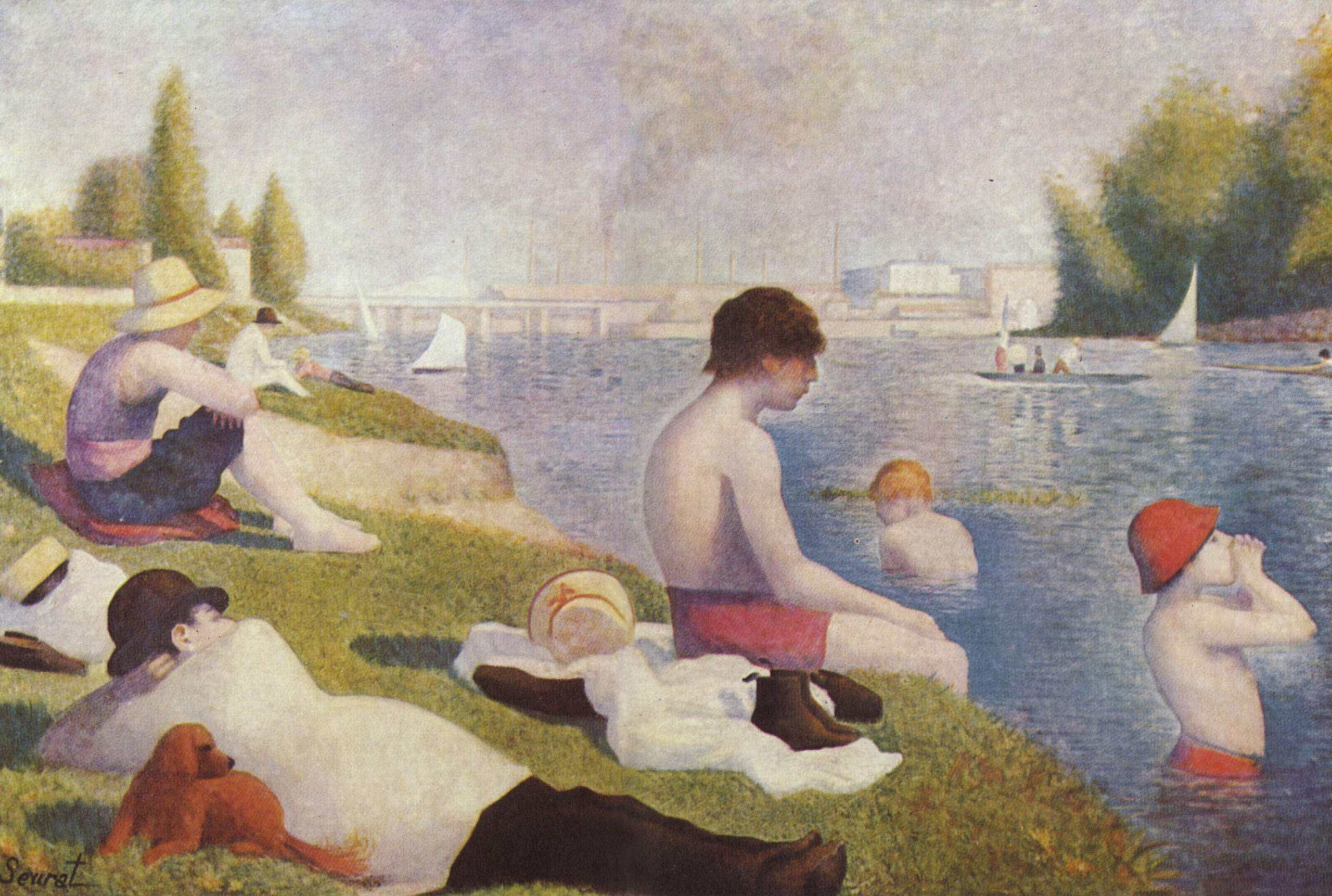
Koupání v Asnières, 201×300 cm, Národní galerie Londýn

V prvních obrazech z počátku 80. let se Seurat námětově inspiroval malíři barbizonské školy. Maloval kameníky, sekáče, žence. Prvním dílem, v němž nalezl svébytný způsob vyjádření, je Koupání v Asnières. Vznikalo v letech 1883–1884. Porota oficiálního Salónu obraz odmítla, Seurat ho proto vystavil na Salónu Nezávislých. S impresionisty obraz spojuje téma - letní odpočinek u řeky. Zatímco impresionistické obrazy vznikaly spontánně, Seurat si výsledné dílo - a všechna následující - připravoval množstvím skic a náčrtů. Impresionisté malovali v plenéru, závěrečná podoba Seuratových obrazů vznikala v ateliéru. Na Koupání je nápadná statičnost zobrazených postav, na obraze takřka absentuje pohyb. Atmosféra díla vyzařuje klid, podobně jako je tomu na deskách renesančního malíře Piero della Francesca, jehož dílo Seurat v té době studoval.

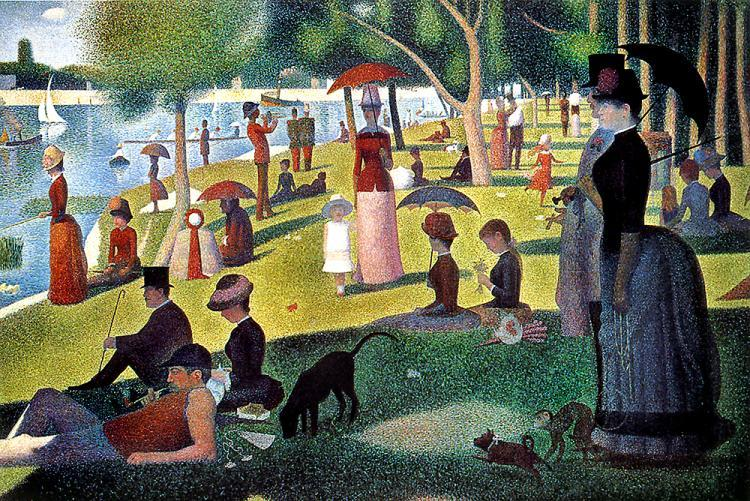
Nedělní odpoledne na ostrově La Grande Jatte, 207×308 cm, Institut umění Chicago

Za nejslavnější Seuratův obraz bývá považováno Nedělní odpoledne na La Grande Jatte. Vystaveno bylo na poslední výstavě impresionistů v roce 1886. Na tomto výletním ostrově na Seině vytvořil Seurat velké množství olejových skic: nejprve prázdné krajiny, pak jednotlivých postav. Závěrečná syntéza pak byla mechanickou záležitostí. Podobně jako u Koupání vyzařuje z obrazu klid a v tomto případě navíc i monumentalita. Kompoziční pohyb probíhá zleva doprava a je vyvážen pohledem většiny postav, jenž směřuje vlevo. Jednotlivé postavy jsou umístěny v dokonalé harmonii a navozují dojem koncertu. Hudební stránka obrazu je explicitně vyjádřena postavou trubače v levé části obrazu. Nedělní odpoledne je považováno za jedno z nejvýznamnějších děl malířství 19. století. Obraz se v roce 1984 stal inspirací k muzikálu Neděle v parku s Georgem (Sunday in the Park with George), který slavil úspěchy na Broadwayi.
Seuratovu pointilistickou metodu lze velmi dobře sledovat na obraze Le Bec du Hoc u Grandcamp z roku 1885. Malíř vycházel z předpokladu, že pokud umístí na plochu obrazu těsně vedle sebe malé plochy základních barev ve správném poměru, bude je z určité vzdálenosti oko pozorovatele vnímat v malířem zamýšlených barevných hodnotách. Na obraze, představujícím mohutný skalnatý blok vybíhající do Atlantiku poblíž normandského letoviska Grandcamp, vytvářejí drobné barevné body nepřebernou škálu odstínů jak oceánu, tak rostlinstva zalitého sluncem. Seuratovo moře – nejen na tomto obrazu – je na rozdíl od impresionistů klidné, stejně jako je tomu na obrazech se stafáží. Pohyb na obraze vyjadřuje pouze let několika ptáků. Národní galerie v Praze vlastní Seuratův obraz La Maria, Honfleur z roku 1886.

## Seuratův vliv
Seuratův přístup k malbě, v němž se snažil sloučit umělecké a vědecké hledisko, ovlivnil řadu jeho současníků a nalezl rovněž následovníky. Umělecky měl k Seuratovi a pointilismu nejblíže Paul Signac. Ten se také pokusil o jeho odborné vysvětlení v práci Od Delacroixe k neoimpresionismu, která vyšla v roce 1899. V letech 1885–1890 maloval Seuratovou technikou i Camille Pissarro. I Vincent van Gogh namaloval v létě roku 1887 několik obrazů pointilistickou technikou. V návaznosti na Seurata pokračovali ve vývoji autonomie barvy na obraze i Paul Gauguin a nabisté. S pointilismem se po svém vyrovnávali i Robert Delaunay, Henri Matisse a italští futuristé. Krátkým obdobím neoimpresionismu prošel i zakladatel abstraktního umění Vasilij Kandinskij a Piet Mondrian.

## Galerie

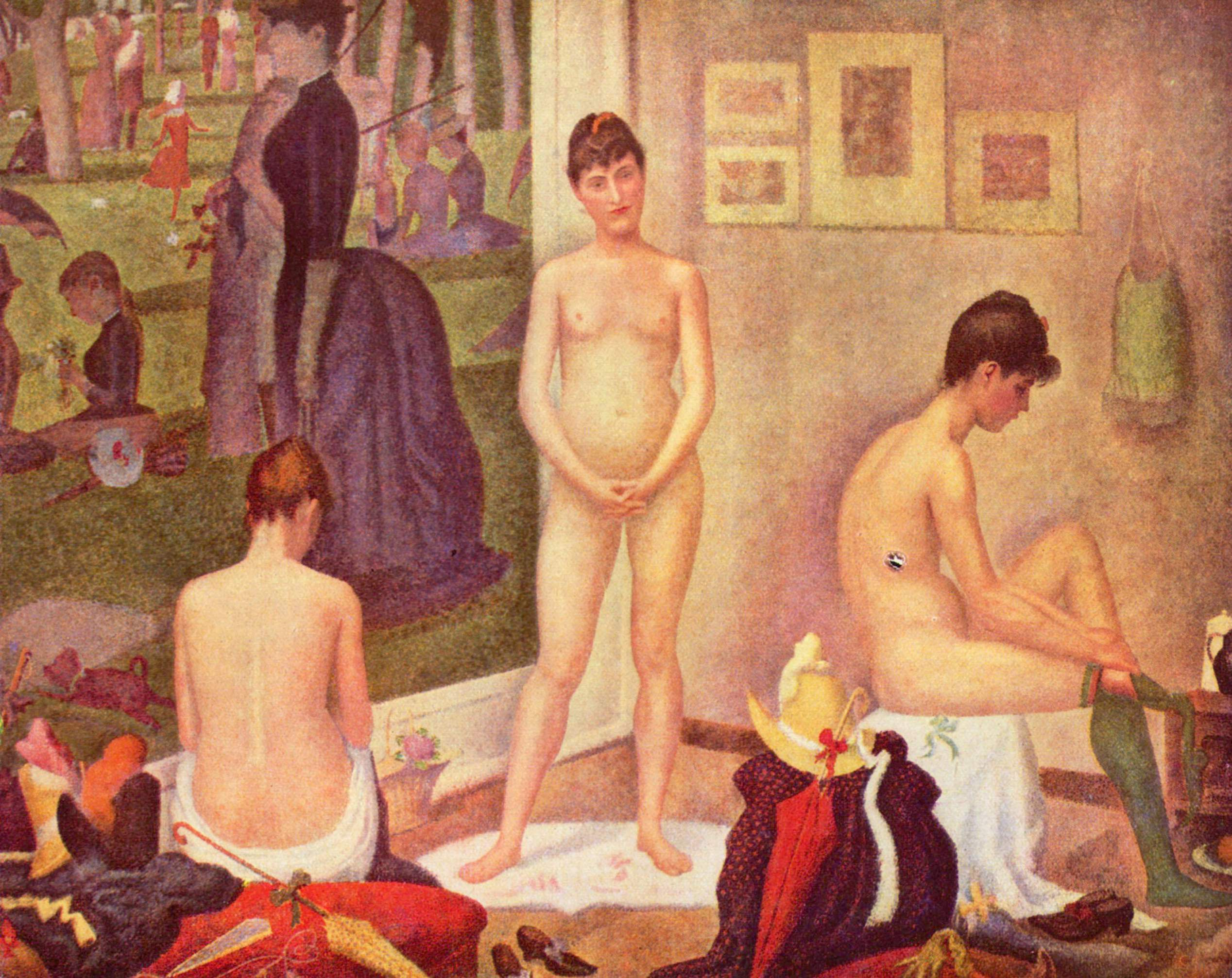
Modelky, 1886–1888, 200×250 cm, Merion (USA), Barnesova nadace
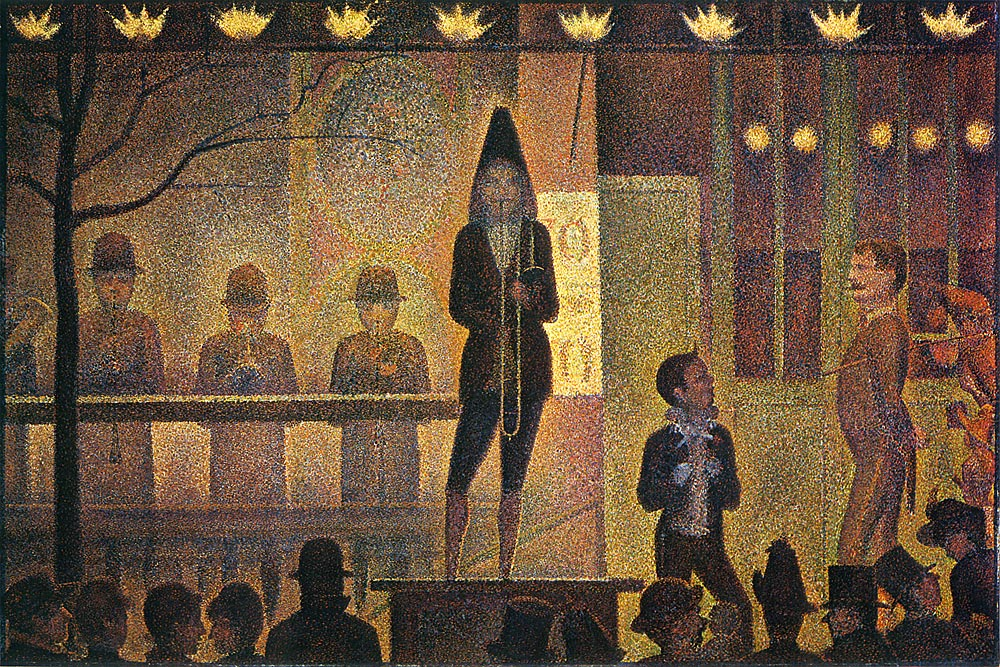
Cirkusová přehlídka, 1888, 99,7×149,9 cm, New York, Metropolitní muzeum umění
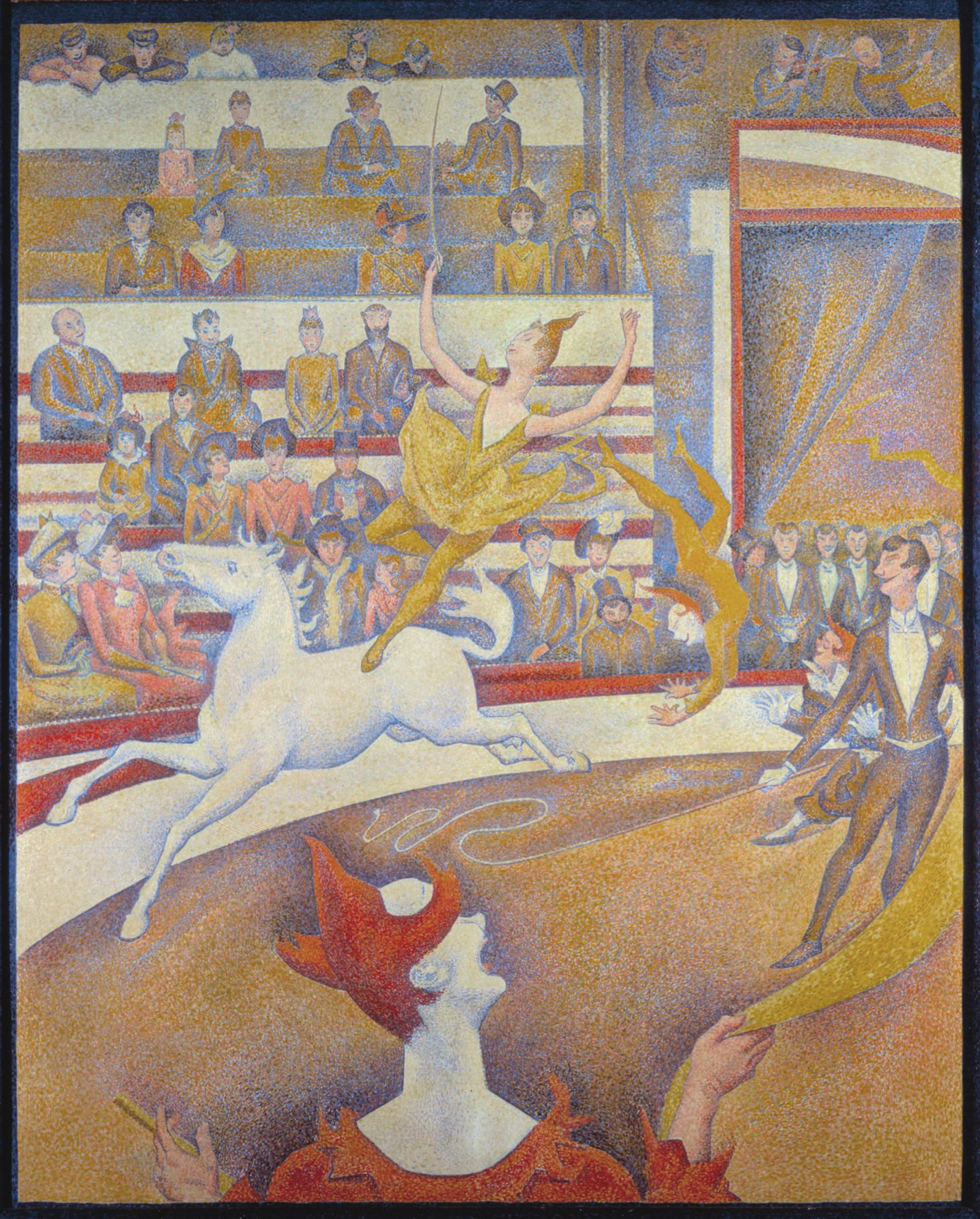
Cirkus, 1890–1891, 185,5×152,5 cm, Paříž, Muzeum d'Orsay
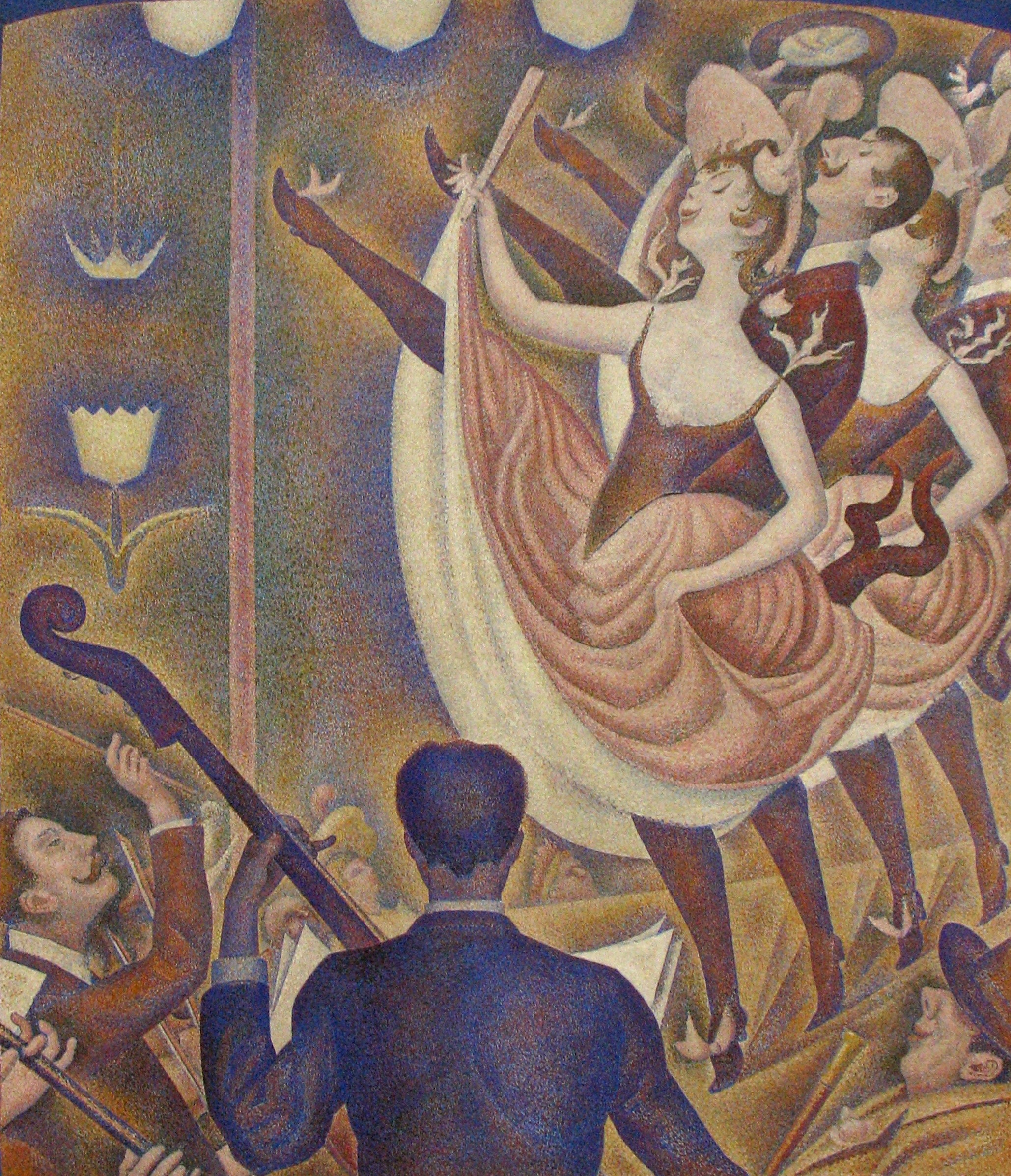
Kankán, 1889–1890, 169×139 cm, Otterlo (Nizozemsko), Muzeum Kröller-Müller
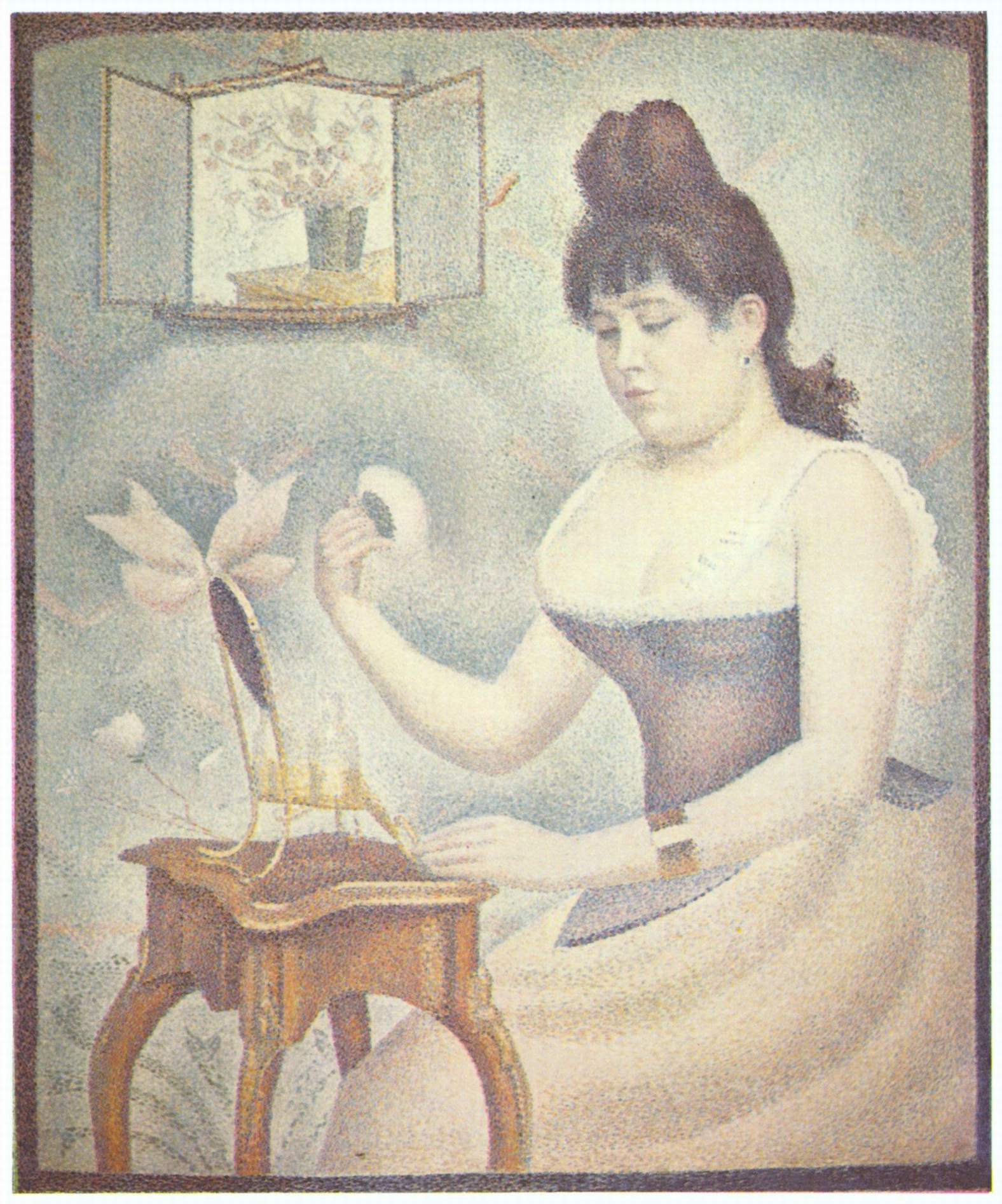
Pudrující se žena, 1888–1890, 95,5×79,5, cm, Londýn, Galerie Courtauld
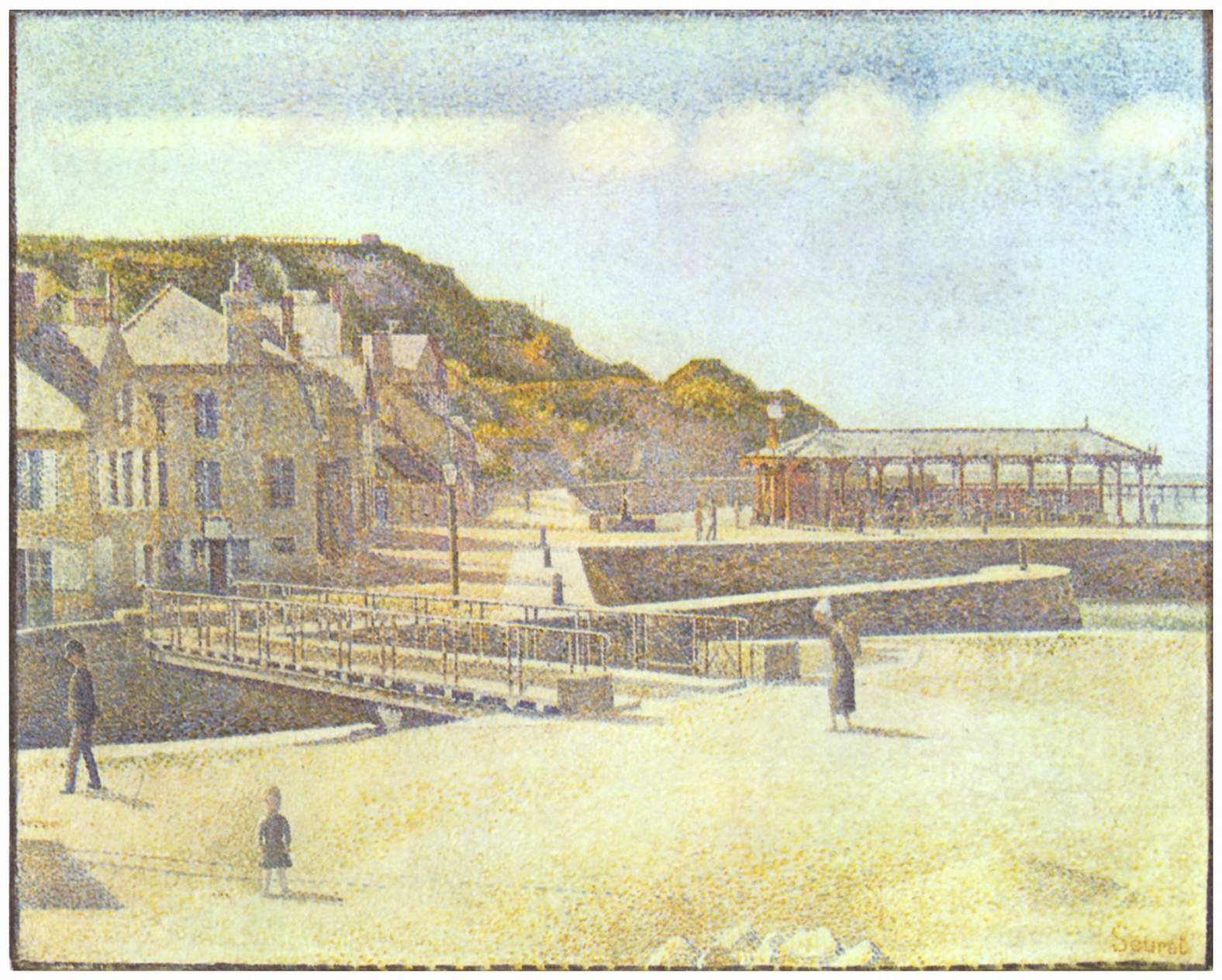
Port-en-Bessin, 1888, 67×84,5, Minneapolis, Minneapolis Institute of Art
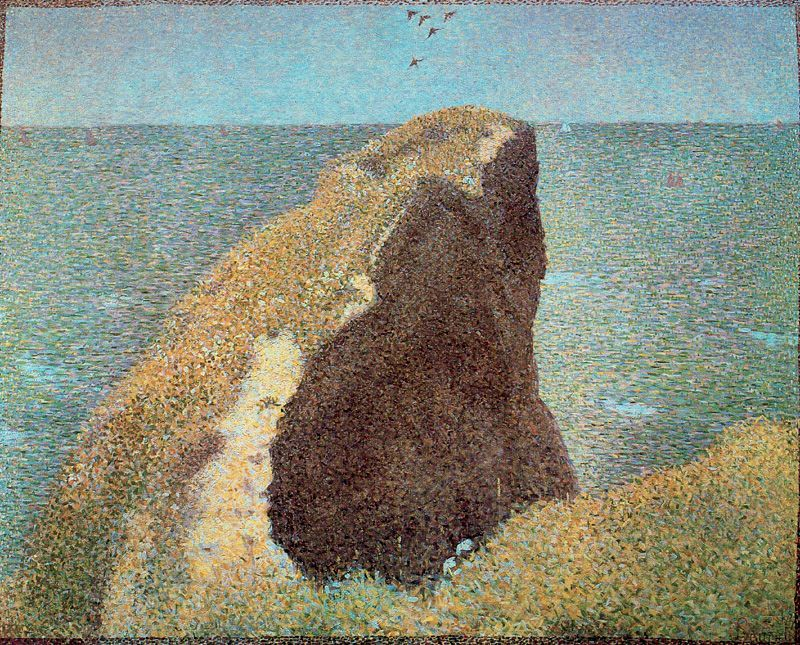
Le Bec du Hoc u Grandcamp, 1885, 64,8×81,6 cm, Galerie Tate Londýn
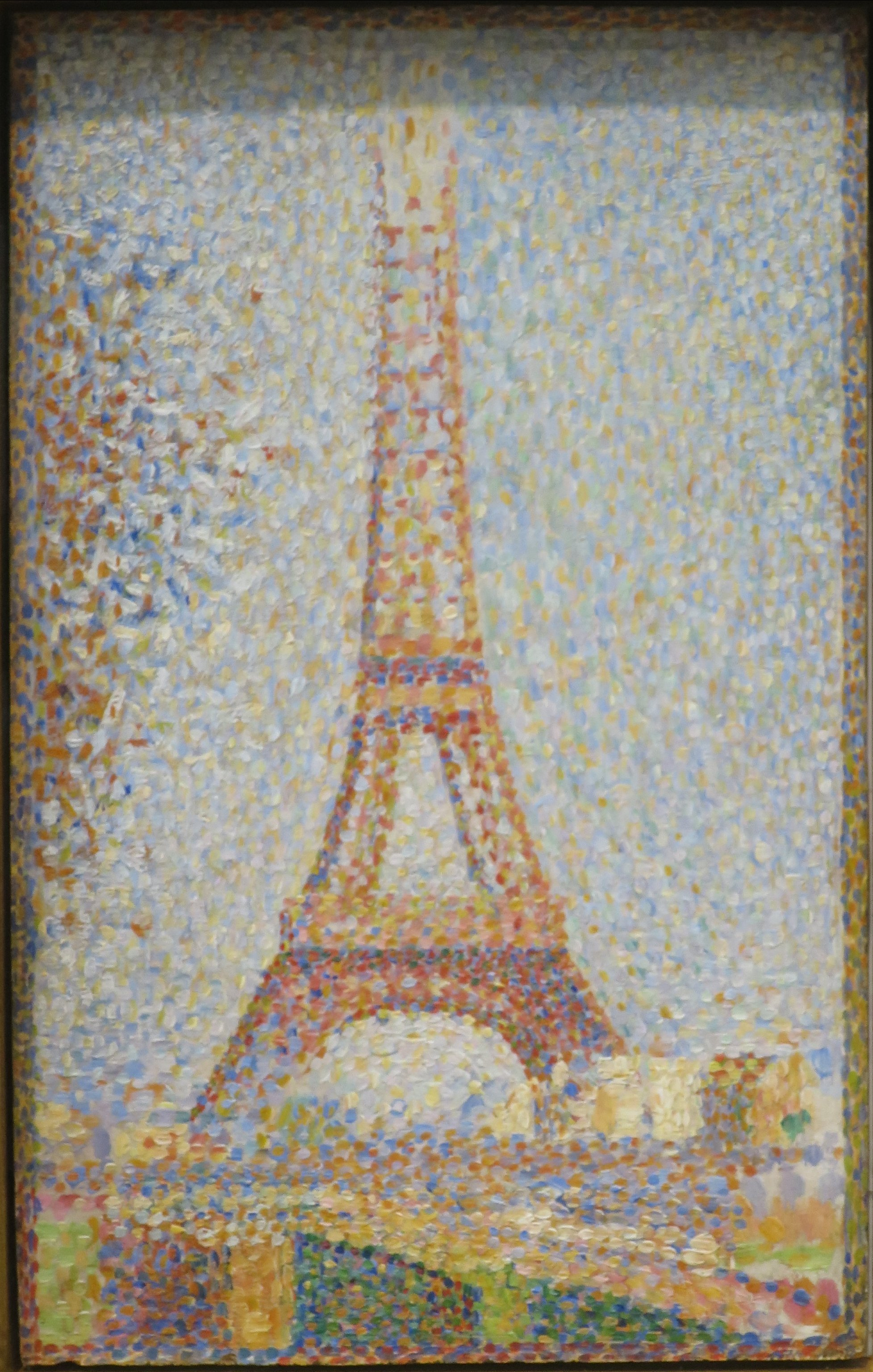
Eiffelova věž, 1889, 24,1×15,2 cm, San Francisco, The Fine Arts Museum of San Francisco
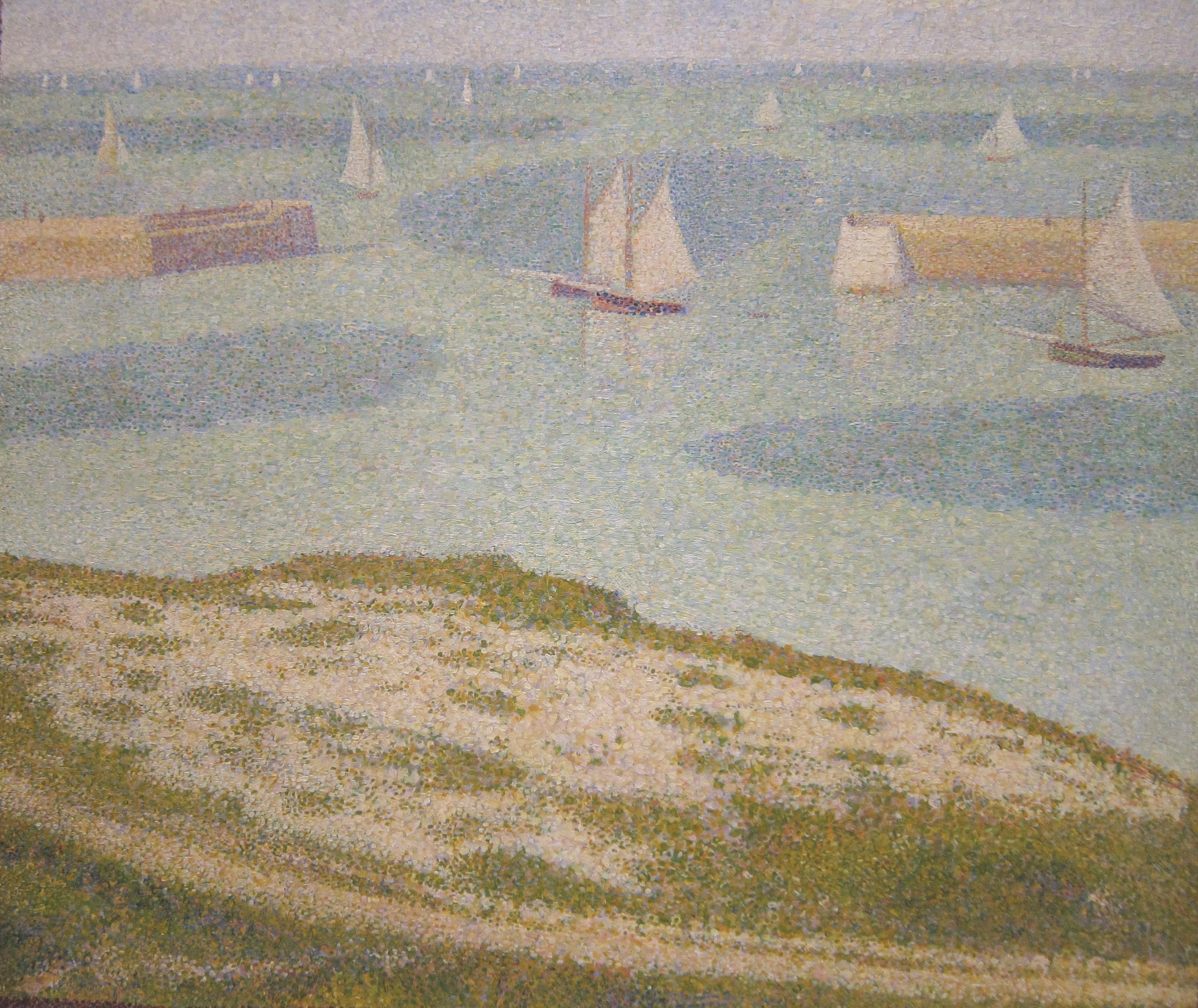
Vjezd do přístavu Port-en-Bessin, 54,9×65,1 cm, New York, The Museum of Modern Art, Lillie P. Bliss Collection